# Viola hirtaeformis
Viola hirtaeformis är en violväxtart som beskrevs av Johann Baptist Wiesbaur. Viola hirtaeformis ingår i släktet violer, och familjen violväxter. Inga underarter finns listade i Catalogue of Life.